# Марина (фільм)
«Марина» — український радянський художній фільм 1974 року кінорежисера Бориса Івченка. Фільм знятий за мотивами оповідань Бориса Лавреньова «Марина» і «Гала-Петер».

## Сюжет
Події відбуваються в Євпаторії, куди після поранення на фронті імперіалістичної війни прибуває на лікування герой. Тут він зустрічає своє єдине кохання і тут же втрачає його назавжди …

## Актори
- Ірина Шевчук — Марина
- Володимир Конкін — Борис Ізвольский, офіцер
- Іван Миколайчук — диригент
- Борислав Брондуков — Тиркін
- Анатолій Барчук
- Сергій Іванов
- Костянтин Степанков — Опанас
- Лев Колесник
- Віктор Маляревич — Григор'єв
- Віталій Розстальний — Перетричуба
- Володимир Талашко — Григор'єв
- Лариса Халафова
- Віктор Демерташ — епізод
- Олександр Январьов — безногий

## Знімальна група
- Режисер-постановник: Борис Івченко
- Сценарій: Олександр Сацький, Борис Лавреньов
- Оператор-постановник: Віталій Зимовець
- Художник-постановник: Валерій Новаков
- Композитор: Вадим Храпачов
- Звукооператор: Микола Медведєв
- Режисер монтажу: Тамара Сердюк
- Художник по костюмах: Ольга Яблонська
- Художники по гриму: Ніна Тихонова, Марина Шкурко
- Режисер: Л. Колесник
- Оператори: П. Лойко, М. Бердичевський
- Художник комбінованих зйомок: Михайло Полунин
- Оператор комбінованих зйомок: Б. Лебедєв
- Редактор: Валентина Ридванова
- Директор картини: Тетяна Кульчицька